# にっぽん製
『にっぽん製』（にっぽんせい）は、三島由紀夫の8作目の長編小説。初稿の旧仮名遣いでは『につぽん製』となる。フランス帰りの美人ファッションデザイナーと朴訥な柔道青年の恋のゆくえを、新たな風俗と昔ながらの伝統が混在する戦後まもない日本を背景に描いた物語。対照的な2人の恋愛模様を、脇にコミカルな人物を配してユーモラスに表現しながらも、新たな日本社会での「美」と「正」の結びつきを模索した作品となっている。のちに見られるようになる三島の「日本回帰」の先駆け的な作品とされている。
1952年（昭和27年）、『朝日新聞』11月1日号から翌年1953年（昭和28年）1月31日号に連載された。単行本は同年3月20日に朝日新聞社より刊行された。同年12月8日には、山本富士子主演で映画も封切られた。文庫本は三島没後40年の2010年（平成22年）6月25日に角川文庫で初めて刊行された。

## 時代背景
『にっぽん製』は、三島が世界旅行（『アポロの杯』参照）から帰国した半年後から連載が始まったが、羽田空港はその4か月前にアメリカ軍から一部返還され、「東京国際空港」となったばかりだった。作中で飛行機が滑走路に降りる場面で、〈FOLLOW ME 背に青い灯の文字をつけたジープが走つてゐた〉と記されているのは、まだ当時、アメリカ軍のジープが先導していたということである。
また、スカンジナビア航空はその前々年から日本に乗り入れており、南回りのバンコク線でヨーロッパと往復していたが、『につぽん製』連載中はまだ日本の航空会社によるヨーロッパ便はなかった。機内に〈二人の日本人の乗客〉しかいなかった、というようなこの当時、冒頭に空港の様子が描かれている『につぽん製』は最先端のお洒落な作品だった。

## 主題
『にっぽん製』は、フランス語を喋るファッション・デザイナーのヒロイン、当時の最先端をゆく銀座みゆき通り、資生堂ギャラリー、東京會舘のプルニエなどが登場し、こういった当時の裕福な階級の西欧への憧れと、それとは無縁に暮らしている普通の日本人の生活、古い面影の残る商店街で買った煮豆や佃煮などの質素なおかずをちゃぶ台で食べる庶民的な暮らしの対比がテーマの一つになっている。この対比は、場所や地域の「空間的」な配置や、登場人物の名前にも表れており、そういった対照性を軸に、時代に翻弄されている様々な人々がカリカチュアとして描かれ、ユーモラスな漫画的な世界を作り上げていると田中優子は説明している。
『につぽん製』の連載開始にあたって三島は次のように述べている。

## あらすじ
パリから羽田空港に向かうSAS（スカンジナビア航空）機内には、2人の日本人がいた。パリで1年間のデザイナー修業を終えた春原美子と、もう一人はフランスの招待試合に出場した柔道家の栗原正である。機内での2日間、隣席のフランスの老婦人を親身に世話する美子を見て、正は彼女をお嫁さんにしたいと思った。到着の羽田空港で、美子が別れの挨拶をしようと正の出迎え集団のところへ近づくと、何やら皆しんみりしていて正の頬には涙が見えた。正の母が亡くなったということだった。
急に独りぼっちの生活になった正は、遺影と骨壷の前で亡き母に語りかけた。正はこれからも母の教えに従い、正義の人生を歩むことと、年寄りにやさしいお嫁さんをもらうことを、美子を思い浮かべながら誓った。それをこっそり片隅で聞いていたコソ泥・根住次郎は感動し、盗もうとしていた品々を返し、兄貴の子分にしてくれと頼んだ。自称19歳で田舎には事情があって会えない赤ん坊がいるという次郎に、正は品の一部をくれてやった。次郎は正の恩情に感謝し、もうじき正が大山町の社員独身寮に引っ越すことを聞き帰って行った。
御幸通りにある美子のベレニス洋裁店へ正が訪ねて来た。母を亡くした朴訥な青年に母性を刺激され、美子は正をお茶に誘った。正は、空港で美子を出迎えていたパトロンの金杉や客の笠田夫人を、彼女の両親と勘違いしていたが、美子はそれを否定せず、話のなりゆきで両親が結婚を勧めるいやな男に悩まされているという嘘をついた。正は自分になんでも相談してくださいと言い、いきなり美子にプロポーズしてしまった。びっくりした美子は、怒ったふりをしてその場を立ち去った。
1人独身寮で美子のことで悩んでいる正のため、次郎は2人が再び会うきっかけを作ってやろうと、真夜中にベレニス洋裁店の2階に侵入し、デザイン画一式を盗んで来た。美子は近く資生堂ビル2階ギャラリーで開く予定のファッションショーのため、店に泊り込みで仕事をしていたのだった。早朝、正は次郎が盗んだデザイン画を返しに美子の店に行き、代りに犯人を追及しないよう頼んだ。美子は泥棒と付き合いがある正に興味を持ち、日曜のその日、昼すぎに御茶ノ水駅で2人は待ち合わせ湯島聖堂を散歩した。ふと美子は聖橋の上に、金杉が自分を追って探している姿を見つけた。監視され囲われ者の自分を自覚し、美子は軽い怒りを感じた。ときどき店に泊まって仕事をしていたのも、それとなく金杉を避けている気持があった。
11月末のファッションショーの準備が整い、美子は金杉と蒲郡へ旅行に出た。蒲郡ホテルロビーで、昔付き合っていた画家・阪本と偶然会った。阪本は美子の過去の男遍歴をよく知っている男だった。金杉と阪本がカクテルを飲んでいる時、美子は前に正についた嘘の中の、「父を丸め込んでいる悪い男」の役を阪本にすることを思いついた。帰京すると、阪本は案の定、さっそく復縁の電話をしてきた。美子はそれを利用し、店の店員・桃子と正を同伴したダブル・デートを仕組み、阪本と正を対面させた。4人は西銀座の三国人経営のナイトクラブに行った。阪本を嫉妬させるつもりだったが、仲良く桃子と踊る正に、美子の胸は少しさわいだ。
美子のファッションショーのことを知らない正に、次郎が気をきかしてショー当日、モデルとしても参加する美子の結婚衣裳姿を見せてやろうと資生堂に正を連れて来た。先に様子を偵察しようと次郎が内部に入ると、美子のよからぬ噂が聞えてきた。金杉がパトロンで阪本は昔の男だと判り、美子の嘘を知った次郎は激昂した。次郎は正には真相を言わず、「兄貴、こんなけがらわしいショーは見ないでくれ、あんな女と別れてくれ」と涙声で頼み、その場を去った。しかたなく正は隣の資生堂レストランの2階の窓からショーを眺めることにした。ウェディングドレスの美子に見とれている正の元へ金杉がやって来た。美子の父親と信じて疑わない正に合わせて金杉は談笑した。楽屋に戻った金杉は正に会ったことを美子に話し、疲れた様子で、「私を死ぬまで見捨てないでおくれ」と懇願した。実は重い胃潰瘍を患っていた金杉は、店の店員・奈々子に美子の様子をスパイさせ、病身ながら美子と正のデート先の跡をつけ、若い似合いの2人を見て、もう敵わないと内心思っていた。
一方、次郎は兄貴をだました憎い女に復讐するため、留守の金杉家へ忍びこみ、洋服ダンスの衣裳や美子が着た白いドレスにインクをかけ、ナイフでめちゃめちゃに切り裂いた。三面記事で美子の災難を知った正は、道場で次郎に稽古をつけた後、事件のことを問うてみた。次郎は観念したが理由は黙ったまま、弟子を破門となった。正は次郎がその時盗んだ片方のスリッパを返しに美子の店を閉店時刻に訪ねた。そこへ酔った阪本画伯が、話があるとやって来て、美子と2階へ消えた。心配した桃子は正を促しドアの前で聞き耳をたてた。阪本がよりを戻そうと美子を脅し、襲いかかろうとしたところを正が制止し、阪本が階段から転げ落ちた。医者を待つ間、美子は自分の過去を正に知られた恥ずかしさと混乱で、正を泥棒の仲間呼ばわりし、もう会いたくないと言ってしまった。正は、あなたが会いたくなるまで待ちますと言って去っていった。
年があけ、正は15日に講道館で行われる会社対抗の大試合に向けて稽古に励んでいた。そんな正を桃子はスケートに誘い、そこで次郎と偶然再会した。何の弁解もせず破門されていった次郎にすまない思いがした正は、試合を見に来ていいと許可した。試合は4社が競った。決勝には正のいる東洋製鉄と本多製鋼が残った。ふと正は敵方の観客席にいる美子と目が合った。隣にはニヤけた阪本画伯がいた。阪本は本多製鋼の社長の伝手で招待され、正が出場するのを知り、美子を誘ったのだった。心をみだされた正は試合中、いつもの調子が出なかった。1戦、2戦目と判定勝ちはしたが、手こずる相手でもないのに、なまぬるい戦いぶりだった。
目ざとい次郎は正の元気のない理由が判り、本多製鋼の席にもぐりこんで阪本のカバンを盗んだ。15万円が入りのカバンがなくなったのに気づいた阪本はあたり構わず大騒ぎして出て行った。そんな阪本はもう美子にとっては、芸術家でも、昔の思い出の男でもなく、ただの金をとられて度を失ったミジメな、物欲だけの中年男だった。美子は、静かに席を東洋製鉄側に移動した。直感で正の不調は自分のせいだと分かった美子は、耳が赤くなるほどの思いとすまなさでいっぱいだった。正は味方の席で笑って手をふる美子を見て、いつもの実力を発揮し、すばらしい戦いぶりで東洋製鉄を優勝に導いた。美子の心は正との気持のふれ合いから、手織木綿を着た田舎の少女のように素朴になり、自分が正を愛していることを自覚した。コソ泥・次郎は警察に御用となったが、出所したら再び弟子にしてやる約束を正はした。
美子は金杉との別れについて笠田夫人に相談した。派手なブルジョア風情だった夫人は、地の日本のおかみさん気質を見せた。夫人のアドバイスでしばらく美子と正は2人で旅することにし、強羅の巒水楼という宿に行った。夜、食事をしていると桃子から電話があった。金杉が胃潰瘍から胃穿孔になって緊急入院したという。2人はすぐに帰京した。金杉の味方の奈々子が面会を邪魔したが、笠田夫人の仲介で美子は介抱できた。金杉は自分の死の近いことを悟り、美子に正式に法律上の夫婦として籍を入れ、結婚したいと申し出た。いままで世話になった感謝と金杉の誠意から美子の返事はすぐに、「はい」と言いたかったが、2時間だけ待ってもらうことにした。美子は正を会社の近くの喫茶店に呼び、その話を告げた。そして、「あたくしと金杉が結婚して、いつか又、あたくしとあなたが結婚できるようになるまで、それは近い将来かわからないけれど、待っていて下さるかしら ? それとも…」と、金杉との結婚の肯定、否定の決定を正に委ねた。正は沈思黙考の末、「はい、僕待っています」と返事をした。

## 登場人物
栗原正
柔道家。五段の腕前。ぎっしり筋肉のつまった、いかつい大まかな鈍重な顔。のっそりした熊のような体格の朴訥な青年。東洋製鉄の庶務課に勤めながら柔道に励む。早くに父を亡くし、母と2人で緑ヶ丘の町はずれの借家に住んでいたが、母の死去で、東北沢駅近くの代々木大山町にある会社の独身寮に移る。母の死後、夜は外食になり中華そばを2杯食べる。
春原美子
ファッション・デザイナー。小造りの顔に、小さなくくり目をつけたような唇の美人。銀座にベレニス洋裁店を開いている。かなりいい家の妾腹の娘らしいが、家出をし男と同棲しながら洋裁学校を出た。男と別れた後は堪能なフランス語を生かし映画配給会社に勤めながらデザインの勉強をしていた。そのとき生地商の金杉明男と知り合う。不羈奔放な性質。
金杉明男
美子のパトロン。初老の生地商。長身で、日本人にしては切れ長の端正な目であまり感情を表さない紳士。鼻下に半白の口髭を生やしている。イギリス風の渋い服装を好む。3年前に妻を亡くし、その後、親子ほど年の違う美子と同棲し、新宿御苑わきの新築の洋館で暮している。カンがいい。堀留の裕福な生地問屋の息子で放埓な青春時代を送った。
笠田夫人
ベレニス洋裁店の常連客の金持ち。大兵肥満で大きな顔とお尻の巨体。皺のばし手術で目がつり上っている。「気の利いた人」と思われることが大好き。夫は満州浪人から全国長者番付に入る炭鉱主になっている。家の応接間は、源氏物語のような美しい几帳、虎の敷物、ロココ調の鏡張りのテーブルと椅子、西太后の宮殿のような中華風の窓と欄間、モダンアートな胡桃色の大理石の炉棚の上には天井から水墨画が吊るされ、フランス人形の顔の藤娘が舞い、お祭佐七の羽子板が飾ってあるインターナショナルな豪華さ。しかし地は気のいい豪傑な日本のおかみさん気質。世話やきで、他人のドラマチックな事件や揉め事の仲裁に駆け回るのが大好き。
根住次郎
コソ泥。自称19歳。獅子鼻の上に、あるかなきかの小さい目とひどくお上品な柳形の眉が並んでいる憎めない顔。口は笑うと耳まで裂けそうだが、話すときにはほころびを隠すように口の真中から3分の1だけを動かしてしゃべる。子供扱いされたくなくて、赤ん坊が田舎にいると正に嘘をつく。器用ですばっしこく身が軽い。物をためこむ動物のような習性があり、ポケットには鼻紙代りにした新聞紙を入れている。中華そばを食べた後の割箸も丁寧になめ、その新聞紙に巻いてふところにしまっておく。西部劇が好き。
阪本譲二
中年の画伯。美子の元恋人。美子の男遍歴の秘密を知っている女ったらし。ひろい冷酷な額で左ぎっちょ。うぬぼれが強くずうずうしいニヤけた男。垢抜けた美子を見て、よりを戻そうとする。
桃子
ベレニス洋裁店の店員で美子派。18、9歳。丸顔で小柄の可愛らしい娘。自分が可愛らしくみえることを知っている妖精じみたところのある利巧な性格。恵比寿駅近くに住んでいる。
奈々子
ベレニス洋裁店の店員で金杉派。19歳。桃子に比べると貧血質の陰気な子。顔立ちは小さく整って美しいが、小鼻のわきや目尻にほんのりと影があるような地味な印象。いつも浮かぬ顔をしている。ときどきもらす微笑が神秘的な魅力があるが本人は気づかない。金杉を慕っている。
オールドミスのタイピスト
東洋製鉄の庶務課にいるタイピスト。正の同僚。恋をしている正の変化に目ざとく、正をからかう。
漬物屋のおかみさん
緑ヶ丘の商店街の漬物屋のおかみ。佃煮や煮物などの惣菜や、卵、塩鮭、納豆も売っている。
ベレニス洋裁店の常連客の夫人たち
政界や財界の大どころの奥様連。ふちなしメガネをかけたギスギスした体のA夫人。身の丈五尺に満たないおしゃくみたいなB夫人。足がちゃぶ台の足ほど短いC夫人。
ベレニス洋裁店の宿直
痰のからむ老人。
杉井愛声
ラジオ俳優。ファッションショーの司会者。いつもお風呂に入りたてのようなツヤツヤした顔。
新橋の料亭の女将
金杉と美子のいきつけの、牛肉のチュウチュウ焼のうまい店の女将。正を連れてきた美子を偵察する。
本多製鋼の社長
76歳。「エー、エー」づくしの挨拶で柔道試合開会の辞を述べる。阪本の絵をひいきにし、購入している。半可通のハイカラを言うのが癖。禿げ頭。
高浜五段
東洋製鉄の大将。予選で右足を捻挫する。副大将は正。
ジャン・ベルトラン二段
フランス人の柔道家。背が高く六尺以上。どこの会社とも関係のない篤学の人類学の学生。パリへ行った正に特別の親しみを感じて弟子同様に彼に仕えている。日本語をわずか3年でマスターし、日本人よりも日本的で、下宿に住み和服で暮らしている。納豆を食べ、味噌汁が好き。近所の夏祭では神輿もかつぐ。
私服の刑事
講道館に防犯に来ていた刑事。阪本のカバンを盗んだ根住次郎を現行犯で逮捕する。

## 作品評価・研究
『にっぽん製』は娯楽的作風のため作品論はほとんど無いが、のちの三島の作品に顕現する「日本回帰」の先蹤をなしていた小説として、今後さらに研究されるべき作品だとされている。ちなみに、ヒロインの美子には『椿姫』のマルグリットと重なるものも看取されている。
作品発表当時、浦松佐美太郎は、流行の中心都市パリでデザイン研究した「才智に富み美貌に恵まれた全く新しいタイプの女性」のヒロインと、彼女の周りの関係者を「新しい空気の中に生きている人たち」としながら以下のように解説している。
木村康男は、「流麗で軽快なテンポ」の筋や、「モダンな近代女性と鈍重で朴訥な青年」の対比が面白く、「驕慢な」女性の心理描写は「三島の独壇場」だと評して、柔道の試合場面の詳細さに三島の関心の高さが看取できるとしている、松本鶴雄も高評価しつつ、「新聞小説として時代風俗もりだくさんの醍醐味ある作品」だと述べている。
田中優子は、『にっぽん製』で対比されている「美と正義」「繊維と鉄」「ヨーロッパと日本」という「対照性の軸」の他に示されている「うそ」と「真情」の対比のテーマは、同時期に執筆されていた『禁色』にも共通するとし、両作品の〈美〉を象徴する主人公（悠一と美子）が同位置にあり、〈美〉は「いかなる知性や概念や倫理や論理や世間の常識さえも食い破り貫いて」ゆき、「エネルギー」を持つと考察しながら、悠一はゲイの事実を妻と母に偽っているが、その「うそ」の生き方は、「中身のない虚飾の偽り」でなく、「そのような裏の人生にも確かに、他者からは理解しがたい愛があり、その愛と美に殉教する老作家がいた」としている。そして、『にっぽん製』の美子の「うそ」も、愛人らを父親役や婚約者役に振り分け偽っていた〈ベレニス〉（うわべ、見せかけ）であるが、〈美〉は「したたか」にも最終的には、〈にっぽん製〉の象徴である柔道家の正の「真情」を手に入れ、「〈美〉は〈正〉とやがては合体して、そのたくましい身体性を入手するに違いなく、そのとき〈美〉のうわべははがれ、真の美がそこに現れる―はずである」と田中は解説している。
また田中は、『にっぽん製』連載終了から2年後にボディビルを始めた三島と重ね合わせて、その前に執筆された『潮騒』『禁色』『にっぽん製』のテーマを、「身体性を欠いた（ように見える）日本の美の観念と、ギリシャの極めて具体的な身体（肉体）で表現される美の基準とを、作品の中で不即不離なまでに合体させてゆく仕事だったのではなかったか」と考察しながら、この作品の「にっぽん製」の意味は、悠一のギリシャ彫刻的な美とは対照的な正の「日本製の身体」であるとし、その身体美に宿る「愚直と純粋」が獲得している「普遍性」は、「戦後日本の個性尊重などという秩序も基準もない思考からは、はかり知られぬものだと、三島は考えていた」と論考している。

## 映画化
『にっぽん製』（大映） 1953年（昭和28年）12月8日封切。モノクロ 1時間37分。

### スタッフ
- 監督：島耕二
- 脚本：菊島隆三
- 撮影：長井信一
- 音楽：大森盛太郎
- 美術：仲美喜雄
- 照明：佐藤寛
- 録音：西井憲一
- 企画：土井逸雄

### キャスト
- 春原美子：山本富士子
- 栗原正：三田隆
- 金杉明男：上原謙
- 金杉桃子：木村三津子
- 根住次郎：飛田喜佐夫
- 阪本画伯：菅井一郎
- 笠田夫人：岡村文子
- 髭の男：谷謙一
- ギャラリイの支配人：斎藤紫香
- 寮の若い男：武江義雄
- 講道館の事務員：日下部登
- 審判：守田学
- 宮本六段：海野光一
- 東洋製鋼の女事務員：有島圭子
- 老人の小使：此木透
- 女店員・木塚奈々子：新宮信子
- 女店員・島原田鶴子：谷遥子
- 女店員・飯田和子：浜路真千子
- 女店員・堀井花枝：大野恵巳子
- 女客・金田計子：及川千代
- 女客・藤村隆子：日高加月枝
- 女客・渡辺弘子：三島愛子
- 女客・小島芳江：須田喜久代
- 舞台係：島照彦
- 医師・徳川博士：山口健

## テレビドラマ化
- 文芸劇場『にっぽん製』（NHKテレビ） 
  - 1963年（昭和38年）1月11日 金曜日 20:00 - 21:00
  - 脚色：椎名利夫。演出：畑中庸生。音楽：内藤法美
  - 出演：越路吹雪、渡辺文雄、斎藤達雄、南原宏治、高杉早苗、山田順一、藤圭子（1951年生の歌手とは別人）、野中培子、ほか

## おもな刊行本
- 『にっぽん製』（朝日新聞社、1953年3月20日） NCID BN15711620
  - 装幀：生沢朗。紙装。フランス装。紺色帯。235頁。本扉に「朝日連載文芸図書」とあり。
  - 帯（裏）に浦松佐美太郎による作品評。
- 文庫版『にっぽん製』（角川文庫、2010年6月25日）
  - カバー装幀：國枝達也。橙色帯。解説：田中優子。帯（表）に著者肖像写真。

### 全集収録
- 『三島由紀夫全集7巻（小説VII）』（新潮社、1974年5月25日）
  - 装幀：杉山寧。四六判。背革紙継ぎ装。貼函。
  - 月報：倉橋由美子「『仮面』について」。《評伝・三島由紀夫13》佐伯彰一「伝記と評伝（その4）」。《同時代評から13》虫明亜呂無「つくられた挑戦」
  - 収録作品：「侍童」「天国に結ぶ恋」「退屈な旅」「修学旅行」「孤閨悶々」「日食」「食道楽」「家庭裁判」「夏子の冒険」「につぽん製」「雛の宿」「女神」
  - ※ 同一内容で豪華限定版（装幀：杉山寧。総革装。天金。緑革貼函。段ボール夫婦外函。A5変型版。本文2色刷）が1,000部あり。
- 『決定版 三島由紀夫全集4巻 長編4』（新潮社、2001年3月9日）
  - 装幀：新潮社装幀室。装画：柄澤齊。四六判。貼函。布クロス装。丸背。箔押し2色。
  - 月報： 藤井浩明「私の勲章」。伊藤勝彦「三島由紀夫の死の哲学」。［小説の創り方4］田中美代子「夢の疲れ」
  - 収録作品：「につぽん製」「潮騒」「恋の都」「『潮騒』創作ノート」